# Lipah
Lipah je priimek več znanih Slovencev:

## Znani nosilci priimka
- Fran Lipah (1892—1952), igralec, režiser  in dramatik